# بوب ألمان
بوب ألمان (بالإنجليزية: Bob Allman)‏ هو لاعب كرة قدم أمريكية أمريكي، ولد في 24 مايو 1914 في ألما في الولايات المتحدة، وتوفي في 10 سبتمبر 1999.

## وصلات خارجية
- بوب ألمان على موقع مرجع كرة القدم المحترفة.كوم (الإنجليزية)